# Иванов, Лев Львович
Лев Львович Иванов (1862—1927) — драматург, переводчик, актёр.

## Биография
Сын танцовщика (позднее балетмейстера) Мариинского театра и танцовщицы В. А. Лядовой, выступавшей и в оперетте; внук дирижёра А. Н. Лядова. Выступал в качестве актёра на сценах Петербурга и его окрестностей. Актёр Александринского театра (с 1883). Исполнял главным образом выходные роли (Петрушка в «Горе от ума», Мишка в «Ревизоре» и т. п.). По словам драматурга В. А. Крылова, «он был актер не без дарования, но его всегда держали в чёрном теле и не дали выдвинуться».
В сезон 1900/1901 был режиссёром драматического театра Е. А. Шабельской. Вышел в отставку (1900) и жил в Петербурге на небольшую пенсию, подрабатывая литературным трудом. Автор около 90 пьес, в том числе более 50 комедий и 5 драм. Ряд пьес — на заимствованные сюжеты. Лёгкие пустячки с завлекательными названиями («Как надувают мужей», «Атлет поневоле», «Мещанка во дворянстве» и т. п.), рассчитанные на невзыскательный вкус, иногда пошловатые и грубоватые, основанные преимущественно на фарсовом комизме, пьесы Иванова нередко были сюжетно занимательны, сценичны и довольно смешны.
В 1900-е годы Иванов переводил художественную прозу с французского и немецкого языков. В журнале «Вестник иностранной литературы» регулярно печатались его переводы произведений А. Шницлера, А. Стриндберга, Г. Гессе, там же публиковались очерки, героями которых были знаменитые куртизанки, злодеи, известные скандальными похождениями светские дамы («Синяя борода», «Мемуары актрисы Жорж», «Летучий эскадрон императрицы», «Замечательные женщины с древнейших времен до наших дней»), а также мемуарные очерки, посвящённые частным эпизодам театральной жизни. О занятиях Иванова после Октябрьской революции почти ничего не известно. В 1922 году в Москве он переиздал один из своих фарсов «Из любви к искусству».